# 边河乡
边河乡是中国山东省淄博市临淄区下辖的一个乡。

## 行政区划
边河乡下辖金阳村、边河村、西刘村、瑟雅村、小寨村、赵庄村、北刘村、崔碾村、东张村、西张村、北崖村、东崖村、西崖村、南术南村、西太平村、袁上村、中疃村、南术西村、南术北村、坡子村、黎金山村、闫下村、田旺村、搭岭村、大寨村、徐旺村、吴胡同村、涧西村、杨上村、辛庄村。